# 鞏
鞏（きょう）は、春秋時代の諸侯国。

## 位置
鞏の都城の遺跡は現在の河南省鄭州市鞏義市孝義街道の西約3キロメートルの康店村一帯にある。そのため鞏王城と呼ばれる。鞏の北面には黄河、西辺には洛水、東辺には虎牢関、南辺には嵩山がある。鞏は天然の要害でもあった。

## 歴史
鞏は「周室卿采邑国」。鞏の国君は鞏伯。紀元前516年に晋によって滅亡した。

## 滅亡後
晋は鞏を滅ぼすと、鞏の領域は「周王畿の地」に属しているため、周王室に献上された。
戦国時代、周朝は東周・西周国の2国に分裂した。楚と趙の2国はこの形成を利用した。東周公は鞏王城を首都として立国した（東周国）。東周国は実際には韓の附庸国であり、紀元前247年に秦の呂不韋によって滅亡した（東周の滅亡）。鞏の地は秦王政により三川郡に編入された。

## 史書の記載
- 『世本』氏姓篇の記載：鞏氏、周王族大夫食采于鞏為氏、有簡公（中国語版）
- 『春秋左氏伝』昭公二十六年（紀元前516年）の記載：晋師克鞏

## 君主
- 簡公（中国語版）